# Rostov-Don (handbal feminin)

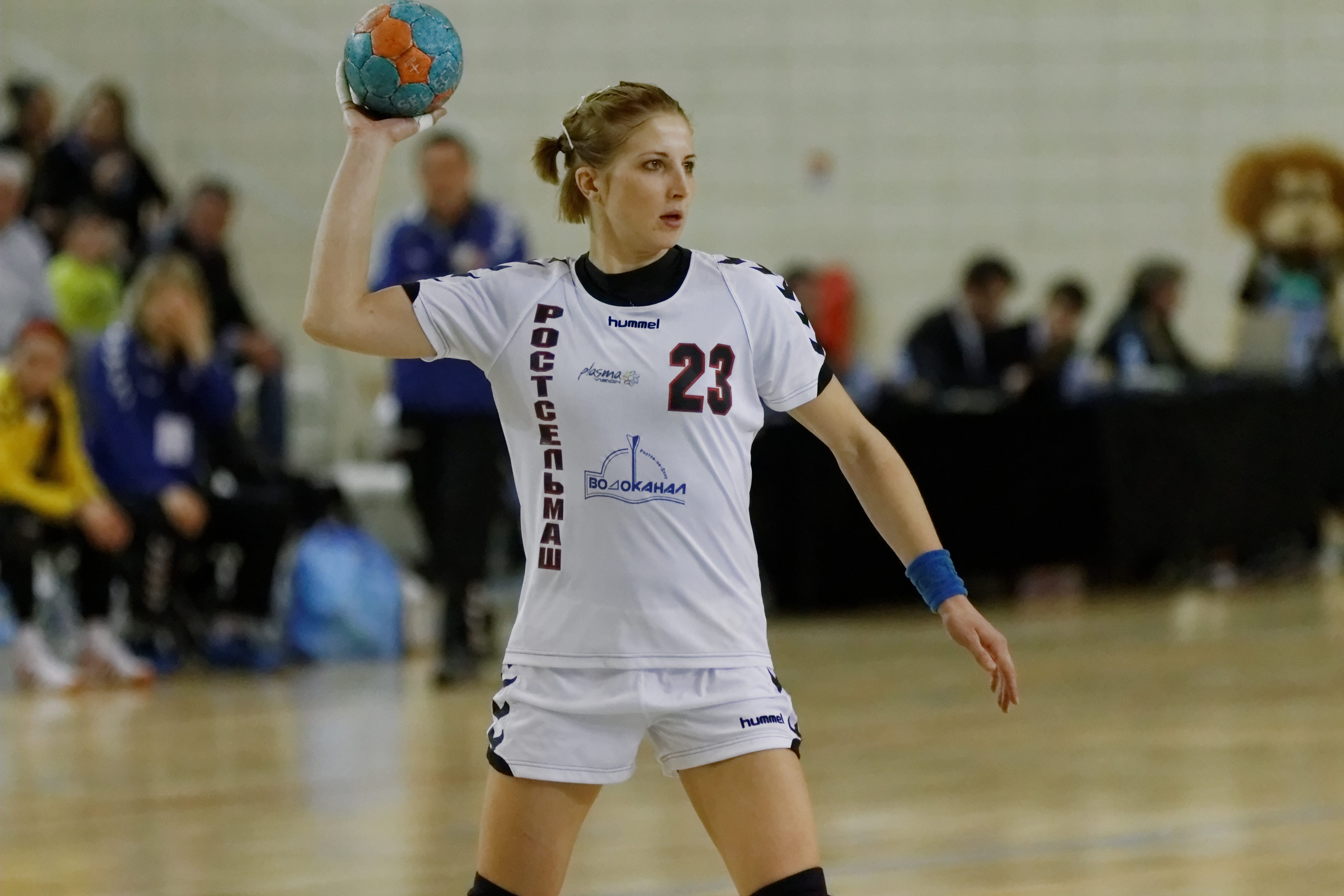
Reghina Șimkute, căpitanul echipei Rostov-Don

Rostov-Don (în rusă Гандбольный клуб «Ростов-Дон») este un club rusesc de handbal feminin din Rostov-pe-Don. Fondat în 1965, clubul a fost purtat până în 2002 denumirea  Rostelmaș Rostov-pe-Don. Echipa Rostov-Don este deținătoarea a două titluri în campionatul sovietic și a unui titlu în Superliga Rusă de Handbal Feminin. În 1990, Rostov-Don a câștigat Cupa EHF. Căpitanul echipei este ucraineanca naturalizată în Rusia Reghina Șimkute.

## Palmares
- Campionatul URSS
  -  Câștigătoare (2): 1990, 1991
  - Medalie de argint (5): 1979, 1980, 1981, 1982, 1989
  - Medalie de bronz (2): 1976, 1988

- Cupa URSS
  -  Câștigătoare (3): 1980, 1981, 1982

- Superliga Rusă
  -  Câștigătoare (1): 1994
  - Medalie de argint (5): 1993, 1995, 2011, 2012, 2013
  - Medalie de bronz (10): 1975, 1996, 2000, 2001, 2002, 2003, 2004, 2005, 2010, 2014

- Cupa Cupelor EHF
  -  Câștigătoare (1): 1990

- Cupa EHF
  - Finalistă (1): 2015

## Echipa

### Lotul de jucătoare 2020-21
| Portari - 01 Galina Mekhdieva - 12 Victoriya Kalinina - 84 Mayssa Pessoa Pivoți - 19 Ksenia Makeeva - 75 Anna Lagerquist Extreme stânga - 63 Kristina Kozhokar - 88 Polina Kuznețova Extreme dreapta - 06 Iulia Managarova - 33 Katarina Krpež Slezak | Linia de 9 metri Interi stânga - 08 Anna Sen - 17 Vladlena Bobrovnikova Centri - 07 Grâce Zaadi - 25 Yaroslava Frolova - 51 Milana Tazhenova Interi dreapta - 13 Anna Vyakhireva |

| Nume                               | Ocupație           |
| ---------------------------------- | ------------------ |
| Irina Dibirova                     | Antrenor principal |
| Olga Ernestovna Karpenko           | Antrenor secund    |
| Maria Ghenadievna Kaliujina        | Antrenor secund    |
| Serghei Veaceslavovici Iaghelovici | Maseur             |

| Nume                        | Ocupație                |
| --------------------------- | ----------------------- |
| Evgheni Mihailovici Șepelev | Președinte              |
| Anton Nikolaevici Revenko   | Director general        |
| Artur Nikolaevici Sazanov   | Manager echipă          |
| Maxim Sergheevici Șennikov  | Administrator echipă    |
| Alexei Popov                | Șef Serviciu Comunicare |
| Elena Vladimirovna Torgalo  | Manager Relații Publice |

## Jucătoare notabile
| - Liubov Berejnaia (1976—1978) - / Iana Vasilieva - Olga Vorona - Tatiana Dronina (2002—2005) - / Larisa Kiseliova - / Galina Kolotilova (1971—2001) - Natalia Morskova (1983—1991) - Oksana Romenskaia - Inna Suslina (1997—1998, 2010—2012) - Iana Uskova (2006—2009) - Emilia Turei (2011—2012) - Natalia Țvitankova (1986—1990) - Irina Șirina - Ana Đokić - Iulia Managarova |